# 17.ª etapa da Volta a Espanha de 2020
A 17.ª etapa da Volta a Espanha de 2020 teve lugar a 7 de novembro de 2020 entre Sequeros e o Alto da Covatilla sobre um percurso de 178,2 km e foi vencida pelo francês David Gaudu da equipa Groupama-FDJ. O esloveno Primož Roglič conseguiu manter a liderança antes de chegar a Madrid.

## Classificação da etapa
| \| Classificação por etapas \| Classificação por etapas \| Classificação por etapas \| Classificação por etapas \| Classificação por etapas \| \| Ciclista \| Ciclista \| Equipe \| Tempo \| \| \| ------------------------ \| ------------------------ \| ------------------------ \| ------------------------ \| ------------------------ \| \| 1. \| David Gaudu \| Groupama-FDJ \| 4h54m32s \| \| \| 2. \| Gino Mäder \| NTT Pro Cycling \| + 28s \| \| \| 3. \| Ion Izagirre \| Astana \| + 1m05s \| \| \| 4. \| David de la Cruz \| UAE Team Emirates \| + 1m05s \| \| \| 5. \| Mark Donovan \| Team Sunweb \| + 1m53s \| \| \| 6. \| Michael Storer \| Team Sunweb \| + 1m53s \| \| \| 7. \| Guillaume Martin \| Cofidis \| + 2m23s \| \| \| 8. \| Richard Carapaz \| Ineos Grenadiers \| + 2m35s \| \| \| 9. \| Hugh Carthy \| EF Pro Cycling \| + 2m50s \| \| \| 10. \| Primož Roglič \| Jumbo-Visma \| + 2m56s \| \| |                  |                   |          |
| |                  |                   |          |
| Fonte: ProCyclingStats |                  |                   |          |
| Classificação por etapas |                  |                   |          |
| Ciclista | Ciclista         | Equipe            | Tempo    |
| 1. | David Gaudu      | Groupama-FDJ      | 4h54m32s |
| 2. | Gino Mäder       | NTT Pro Cycling   | + 28s    |
| 3. | Ion Izagirre     | Astana            | + 1m05s  |
| 4. | David de la Cruz | UAE Team Emirates | + 1m05s  |
| 5. | Mark Donovan     | Team Sunweb       | + 1m53s  |
| 6. | Michael Storer   | Team Sunweb       | + 1m53s  |
| 7. | Guillaume Martin | Cofidis           | + 2m23s  |
| 8. | Richard Carapaz  | Ineos Grenadiers  | + 2m35s  |
| 9. | Hugh Carthy      | EF Pro Cycling    | + 2m50s  |
| 10. | Primož Roglič    | Jumbo-Visma       | + 2m56s  |

## Classificações ao final da etapa

### Classificação geral
| \| Classificação geral \| Classificação geral \| Classificação geral \| Classificação geral \| Classificação geral \| \| Ciclista \| Ciclista \| Equipe \| Tempo \| \| \| ------------------- \| ------------------- \| ---------------------- \| ------------------- \| ------------------- \| \| 1. \| Primož Roglič \| Jumbo-Visma \| 67h17m59s \| \| \| 2. \| Richard Carapaz \| Ineos Grenadiers \| + 24s \| \| \| 3. \| Hugh Carthy \| EF Pro Cycling \| + 47s \| \| \| 4. \| Daniel Martin \| Israel Start-Up Nation \| + 2m43s \| \| \| 5. \| Enric Mas \| Movistar Team \| + 3m36s \| \| \| 6. \| Wout Poels \| Bahrain McLaren \| + 7m16s \| \| \| 7. \| David de la Cruz \| UAE Team Emirates \| + 7m35s \| \| \| 8. \| David Gaudu \| Groupama-FDJ \| + 7m45s \| \| \| 9. \| Felix Großschartner \| Bora-Hansgrohe \| + 8m15s \| \| \| 10. \| Alejandro Valverde \| Movistar Team \| + 9m34s \| \| |                     |                        |           |
| |                     |                        |           |
| Fonte: ProCyclingStats |                     |                        |           |
| Classificação geral |                     |                        |           |
| Ciclista | Ciclista            | Equipe                 | Tempo     |
| 1. | Primož Roglič       | Jumbo-Visma            | 67h17m59s |
| 2. | Richard Carapaz     | Ineos Grenadiers       | + 24s     |
| 3. | Hugh Carthy         | EF Pro Cycling         | + 47s     |
| 4. | Daniel Martin       | Israel Start-Up Nation | + 2m43s   |
| 5. | Enric Mas           | Movistar Team          | + 3m36s   |
| 6. | Wout Poels          | Bahrain McLaren        | + 7m16s   |
| 7. | David de la Cruz    | UAE Team Emirates      | + 7m35s   |
| 8. | David Gaudu         | Groupama-FDJ           | + 7m45s   |
| 9. | Felix Großschartner | Bora-Hansgrohe         | + 8m15s   |
| 10. | Alejandro Valverde  | Movistar Team          | + 9m34s   |

### Classificação por pontos
| Classificação por pontos | Classificação por pontos | Classificação por pontos | Classificação por pontos | Classificação por pontos |
| Ciclista                 | Ciclista                 | Equipe                   | Pontos                   |                          |
| ------------------------ | ------------------------ | ------------------------ | ------------------------ | ------------------------ |
| 1.                       | Primož Roglič            | Jumbo-Visma              | 204 pts                  |                          |
| 2.                       | Richard Carapaz          | Ineos Grenadiers         | 133 pts                  |                          |
| 3.                       | Daniel Martin            | Israel Start-Up Nation   | 111 pts                  |                          |
| 4.                       | Hugh Carthy              | EF Pro Cycling           | 96 pts                   |                          |
| 5.                       | Guillaume Martin         | Cofidis                  | 87 pts                   |                          |
| 6.                       | Marc Soler               | Movistar Team            | 73 pts                   |                          |
| 7.                       | Michael Woods            | EF Pro Cycling           | 72 pts                   |                          |
| 8.                       | Enric Mas                | Movistar Team            | 71 pts                   |                          |
| 9.                       | Felix Großschartner      | Bora-Hansgrohe           | 71 pts                   |                          |
| 10.                      | Jasper Philipsen         | UAE Team Emirates        | 66 pts                   |                          |

### Classificação da montanha
| Classificação da montanha | Classificação da montanha | Classificação da montanha | Classificação da montanha | Classificação da montanha |
| Ciclista                  | Ciclista                  | Equipe                    | Pontos                    |                           |
| ------------------------- | ------------------------- | ------------------------- | ------------------------- | ------------------------- |
| 1.                        | Guillaume Martin          | Cofidis                   | 99 pts                    |                           |
| 2.                        | Tim Wellens               | Lotto-Soudal              | 34 pts                    |                           |
| 3.                        | Richard Carapaz           | Ineos Grenadiers          | 30 pts                    |                           |
| 4.                        | David Gaudu               | Groupama-FDJ              | 29 pts                    |                           |
| 5.                        | Sepp Kuss                 | Jumbo-Visma               | 27 pts                    |                           |
| 6.                        | Primož Roglič             | Jumbo-Visma               | 24 pts                    |                           |
| 7.                        | Hugh Carthy               | EF Pro Cycling            | 21 pts                    |                           |
| 8.                        | Michael Woods             | EF Pro Cycling            | 21 pts                    |                           |
| 9.                        | Rui Costa                 | UAE Team Emirates         | 21 pts                    |                           |
| 10.                       | Daniel Martin             | Israel Start-Up Nation    | 20 pts                    |                           |

### Classificação dos jovens
| Classificação dos jovens | Classificação dos jovens | Classificação dos jovens | Classificação dos jovens | Classificação dos jovens |
| Ciclista                 | Ciclista                 | Equipe                   | Tempo                    |                          |
| ------------------------ | ------------------------ | ------------------------ | ------------------------ | ------------------------ |
| 1.                       | Enric Mas                | Movistar Team            | 69h21m35s                |                          |
| 2.                       | David Gaudu              | Groupama-FDJ             | + 4m09s                  |                          |
| 3.                       | Aleksandr Vlasov         | Astana                   | + 6m00s                  |                          |
| 4.                       | Gino Mäder               | NTT Pro Cycling          | + 40m03s                 |                          |
| 5.                       | Georg Zimmermann         | CCC Team                 | + 41m28s                 |                          |
| 6.                       | William Barta            | CCC Team                 | + 45m52s                 |                          |
| 7.                       | Kobe Goossens            | Lotto-Soudal             | + 59m21s                 |                          |
| 8.                       | Clément Champoussin      | AG2R La Mondiale         | + 1h17m44s               |                          |
| 9.                       | Robert Power             | Team Sunweb              | + 1h28m58s               |                          |
| 10.                      | Dorian Godon             | AG2R La Mondiale         | + 1h38m24s               |                          |

### Classificação por equipas
| Classificação por equipes | Classificação por equipes | Classificação por equipes | Classificação por equipes |
| Equipe                    | Equipe                    | Tempo                     |                           |
| ------------------------- | ------------------------- | ------------------------- | ------------------------- |
| 1.                        | Movistar Team             | 208h12m42s                |                           |
| 2.                        | Jumbo-Visma               | + 10m23s                  |                           |
| 3.                        | Astana                    | + 40m09s                  |                           |
| 4.                        | UAE Team Emirates         | + 1h04m05s                |                           |
| 5.                        | Mitchelton-Scott          | + 1h08m33s                |                           |
| 6.                        | Cofidis                   | + 1h44m20s                |                           |
| 7.                        | Ineos Grenadiers          | + 2h32m28s                |                           |
| 8.                        | Groupama-FDJ              | + 2h44m38s                |                           |
| 9.                        | Team Sunweb               | + 3h07m51s                |                           |
| 10.                       | EF Pro Cycling            | + 3h11m29s                |                           |

## Abandonos
Nenhum.